# Tours Duo
Tours Duo är två skyskrapor belägna i 13:e arrondissementet i Paris, i utkanten av ringvägen och Ivry-sur-Seine.
Projektet för blandad användning täcker mer än 108 000 m2. Här finns huvudsakligen kontor som kommer att rymma huvudkontoret för Natixis-banken (BPCE Group), men också ett hotell, en restaurang, en bar med en panoramaterrass med utsikt över Paris, ett auditorium, butiker och gröna terrasser.
Duo-tornet nr 1, med 180 m, är den nionde högsta byggnaden i huvudstaden (2023).
Arbetet började i slutet av mars 2017, och byggnaderna färdigställdes 2021.